# 万黎
万黎（1969年6月—），男，四川仁寿人，中华人民共和国外交官，曾任中华人民共和国驻科特迪瓦共和国特命全权大使，现任中华人民共和国驻突尼斯共和国特命全权大使。

## 生平
1992年，进入中华人民共和国外交部工作，先后在驻几内亚大使馆、外交部非洲司、驻摩洛哥大使馆任职。2010年，任驻法国大使馆参赞。2015年，任外交部西亚北非司参赞。2017年，任外交部非洲司副司长。2019年5月，出任中华人民共和国驻科特迪瓦大使。2022年12月，自驻科特迪瓦大使离任。2023年1月，出任中华人民共和国驻突尼斯大使。

## 家庭
已婚，有一女。

## 荣誉

### 外国勋章奖章
- 体育功绩指挥官勋章（科特迪瓦，2020年12月3日于阿比让颁发[6]）
- 科特迪瓦国家指挥官勋章（科特迪瓦，2022年12月7日于阿比让颁发[7]）